# If U Seek Amy
Az "If U Seek Amy" Britney Spears harmadik kislemeze Circus című  albumáról. Kislemez formában 2009. március 10-én jelent meg. A dal írója és producere Max Martin volt. A dalszövegben Britney "Amy"-t keresi egy klubban, de a cím valójában a szexre utal (F-U-C-K Me), ezért a dalnak egy moderált változata is megjelent néhány országban az "If U See Amy". A szám nemzetközileg sikeres lett, az Egyesült Államokban, Kanadában, az Egyesült Királyságban, Írországban és Ausztráliában Top 20-as lett.

## Háttér
A dalt Max Martin, Shellback, Savan Kotecha és Alexander Kronlund írta. Max Martin korábban dolgozott Britneyvel az …Baby One More Time, Oops!… I Did It Again és Britney albumokon. 2008. december 5-én egy szavazást indították Britney hivatalos oldalán, hogy melyik dal legyen a harmadik kislemez a Circus-ról. A szavazást az "If U Seek Amy" nyerte meg 26%-kal.

## Eladás

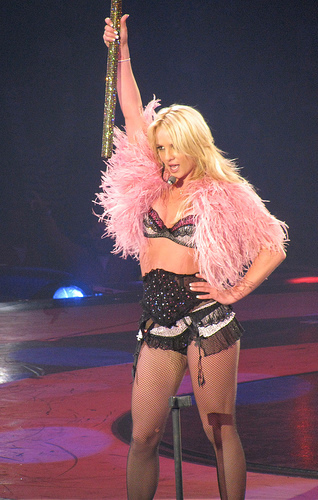
Britney a dal előadása közben a Circus turnén.

A kislemez 107,000 digitális példányban kelt el az Egyesült Államokban a megjelenés utáni 2 hétben. 2009. május 9-én már a Billboard Hot 100 19. helyén szerepelt, ezzel a Circus lett Britney első olyan lemeze, melynek három kislemeze is bejutott a Top 20-ba a …Baby One More Time óta. A Nielsen SoundScan szerint  a kislemez 1.3 millió digitális példányban kelt el 2015 márciusáig, így ez lett a tizedik best selling kislemeze Britneynek az Egyesült Államokban. 2009. április 4-én a dal elérte a 13. helyezést Kanadában. A Brit kislemezlista 20. helyéig jutott, ott kb. 105,000 példányban kelt el a dal.
Az ARIA Charts arany minősítést adott a kislemezre 35,000 eladott példány után. A dal Top 10-es lett Franciaországban, Belgiumban (Wallonia) és Törökországban, valamint Top 20-as Svédországban, Új-Zélandon és Belgiumban (Flanders).

## Videóklip
A videóklipet 2009. február 7-én forgatták a Pacific Palisadesben, Kalifornia-ban. A klip rendezője Jake Nava volt, aki már dolgozott együtt korábban az énekesnővel (My Prerogative). Britneynek a klipben látható stílusát David Thomas formázta meg. A jelenetekben American Apparel leggingst visel fekete fűzővel és egy pár piros Louboutins magassarkút. Amíg Britney feleséget alakít rózsaszín Lacoste pólót, fehér szoknyát és egy rövid parókát is hord. Az énekesnő parókás megjelenését Marilyn Monroe stílusához hasonlították. A klip 2009. március 12-én lett elérhető Britney hivatalos, illetve a Virgin Mobile oldalán.

## Élő előadások
A "The Circus Starring Britney Spears" során a dalt minden alkalommal előadta az énekesnő. 2011-ben a Femme Fatale Tour dallistáján is helyet kapott, itt fehér szoknyában egy ventilátor előtt adta elő a dalt, ez előadás felidézi Marilyn Monroe ikonikus Hétévi vágyakozás c. film jeleneteit. A megújított Britney: Piece of Me rezidenskoncerten 2016-tól kapott helyet a repertoáron.

## Slágerlistás helyezések
| Chart (2009)                          | Peak position |
| ------------------------------------- | ------------- |
| Ausztrália (ARIA)                     | 11            |
| Ausztria (Ö3 Austria Top 40)          | 34            |
| Belgium (Ultratop 50 Flanders)        | 16            |
| Belgium (Ultratop 50 Wallonia)        | 8             |
| Brazil (Billboard Hot 100)            | 1             |
| Brazil (Billboard Hot Pop Songs)      | 4             |
| Kanada (Canadian Hot 100)             | 13            |
| Csehország (Rádio Top 100)            | 39            |
| Dánia (Tracklisten Top 40)            | 23            |
| France (SNEP)                         | 11            |
| Németország (Media Control Charts)    | 36            |
| Magyarország (Rádiós Top 40)          | 38            |
| Írország (IRMA)                       | 11            |
| Izrael (Media Forest)                 | 9             |
| Olaszország (FIMI)                    | 46            |
| Hollandia (Single Top 100)            | 63            |
| Új-Zéland (Recorded Music NZ)         | 17            |
| Szlovákia (Rádio Top 100)             | 16            |
| Svédország (Sverigetopplistan)        | 13            |
| Svájc (Schweizer Hitparade)           | 61            |
| Egyesült Királyság (UK Singles Chart) | 20            |
| Ukraine (FDR Dance Singles)           | 1             |
| US Billboard Hot 100                  | 19            |
| US Adult Top 40 (Billboard)           | 37            |
| US Hot Dance Club Songs (Billboard)   | 16            |
| US Mainstream Top 40 (Billboard)      | 8             |
| US Rhythmic (Billboard)               | 33            |

| Chart (2009)                     | Position |
| -------------------------------- | -------- |
| Australian Singles Chart         | 97       |
| Belgian Singles Chart (Wallonia) | 65       |
| Canadian Hot 100                 | 68       |
| Hungary Singles Chart            | 169      |
| Swedish Singles Chart            | 71       |
| Brit kislemezlista               | 172      |
| US Billboard Hot 100             | 74       |
| US Radio Songs                   | 87       |

## Minősítések
| Ország            | Minősítés | Eladás    |
| ----------------- | --------- | --------- |
| Ausztrália (ARIA) | Arany     | 35,000    |
| Egyesült Államok  |           | 1,300,000 |